# Johannes Timmermann
Johannes Timmermann (* 7. April 1929 in Rom; † 1. Mai 2012 in München) war ein deutscher Lehrer und Heimatforscher.

## Werdegang
Timmermann besuchte das Staatsgymnasium in Dresden. Nach dem Abitur in Flensburg half er beim Aufbau der Deutschen Katholischen Jugend. Er studierte Philosophie, Theologie, Geschichte mit Sozialkunde und Germanistik und promovierte 1968 an der Philosophischen Fakultät der Universität München über Nachapostolisches Parusiedenken.
Neben seiner Tätigkeit als Lehrer forschte er an der Bayerischen Akademie der Wissenschaften und veröffentlichte zahlreiche Arbeiten. Für das Fernseh- und Hörfunkprogramm des Bayerischen Rundfunks war er Autor und Mitarbeiter.
Timmermann war Vorstandsmitglied und Archivar der Bürger-Sänger-Zunft München, die 1860 erstmals die später so genannte Bayernhymne öffentlich vortrug. Seit 1988 beschäftigte Timmermann sich intensiv mit der Entstehung der Bayernhymne. Dabei entdeckte er 1995 im Altbestand einer Gymnasialbibliothek die ursprünglichen Noten und Texte.
Er hinterließ 6 Kinder und 9 Enkel aus erster Ehe.

## Ehrungen
- Verdienstkreuzes am Bande der Bundesrepublik Deutschland 2003
- 2004 Preisträger der Bayerischen Volksstiftung[2]
- Verfassungsmedaille des Bayerischen Landtages 2008
- Meistersinger der Münchner Bürger-Sänger-Zunft von 1840

## Schriften
- 50 Jahre Bayernhymne. In: Der Bayernspiegel. H. 1/2004, S. 28–31.
- Die Bayerische Verfassungsfeier 1862 in München: eine Symphonie der Religionen mit Hymnen der katholischen, evangelischen und jüdischen Staatsbürger. Strumberger, München 2005.